# Musée Barracco
Le musée Barracco est un musée municipal de Rome créé en 1948 dans les murs du palais Barracco. Il abrite des collections de sculptures anciennes des civilisations méditerranéennes et du Proche-Orient données à la municipalité en 1904 par le baron Giovanni Barracco, un intellectuel, mécène et homme politique italien. Le musée est situé sur le Corso Vittorio Emanuele dans le rione de Parione.

## Histoire
Le palais de style renaissance, également appelé Picolla Farnesina (petit palais Farnèse), a été édifié à partir de 1516 par l'architecte Antonio da Sangallo le Jeune pour un prélat breton du nom de Thomas Le Roy qui avait travaillé au texte du concordat entre le pape Léon X et le roi François Ier après la bataille de Marignan. En 1671, le palais passe sous le contrôle de la famille Silvestri, qui en est expulsée en 1885 par la municipalité de Rome lors de l'ouverture du corso Vittorio Emanuele. Le palais est sauvé de la destruction et restructuré avec une nouvelle façade. En 1948, le musée est ouvert avec le transfert des collections données à la ville en 1904 par Giovanni Barracco.

## Collections et expositions
Les collections du musée Barracco regroupent principalement des sculptures et œuvres en provenance de Méditerranée orientale (Égypte, Grèce, Proche-Orient...) :
- Salle I et II - art égyptien, assyrien, sumérien
- Salle III - art étrusque
- Salle IV - art chypriote, phénicien
- Salle V et VI - art grec
- Salle VII - art hellénistique
- Salle IX - art romain et art médiéval

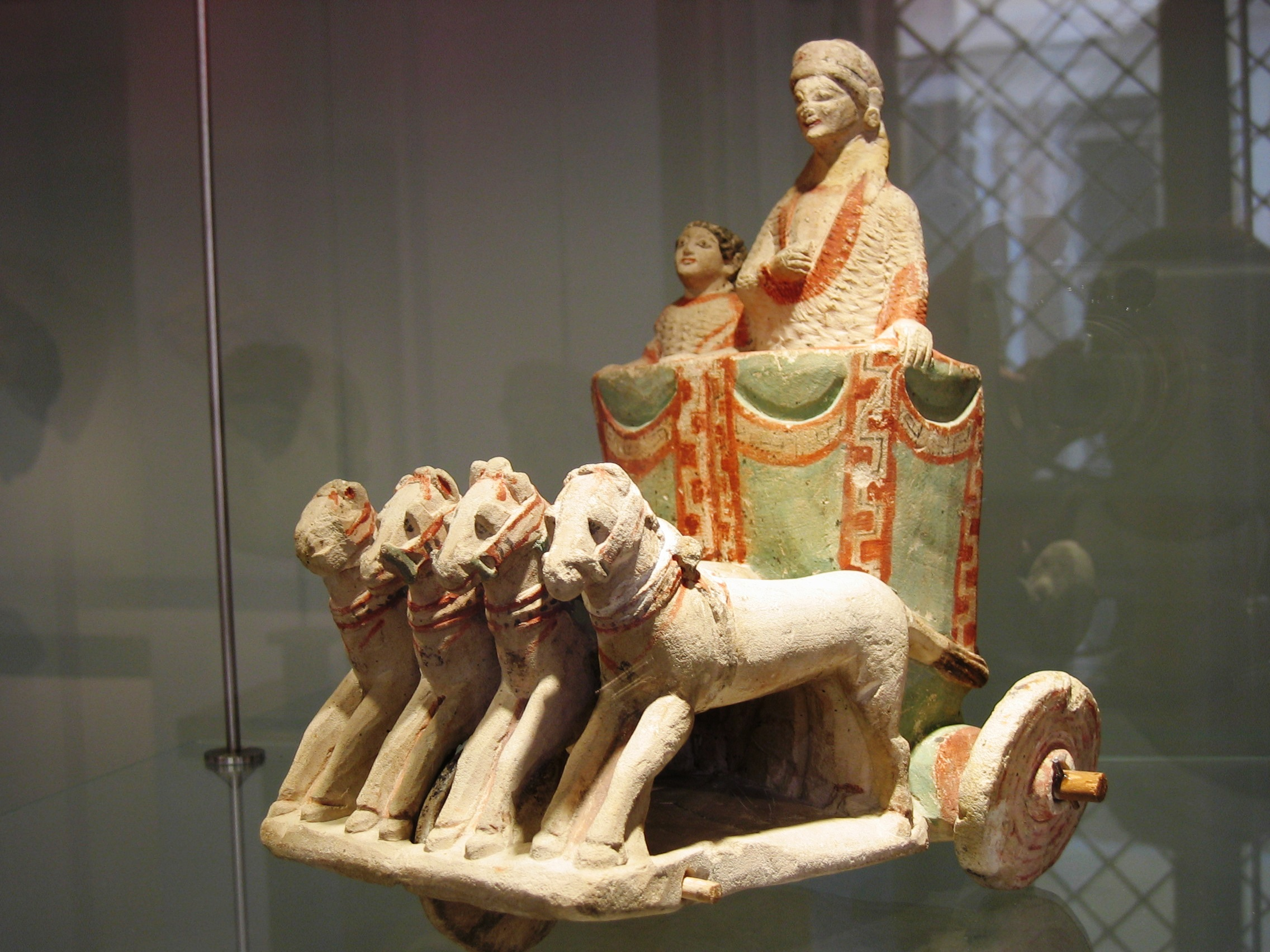
Char de parade, Chypre, Ve siècle av. J.-C.
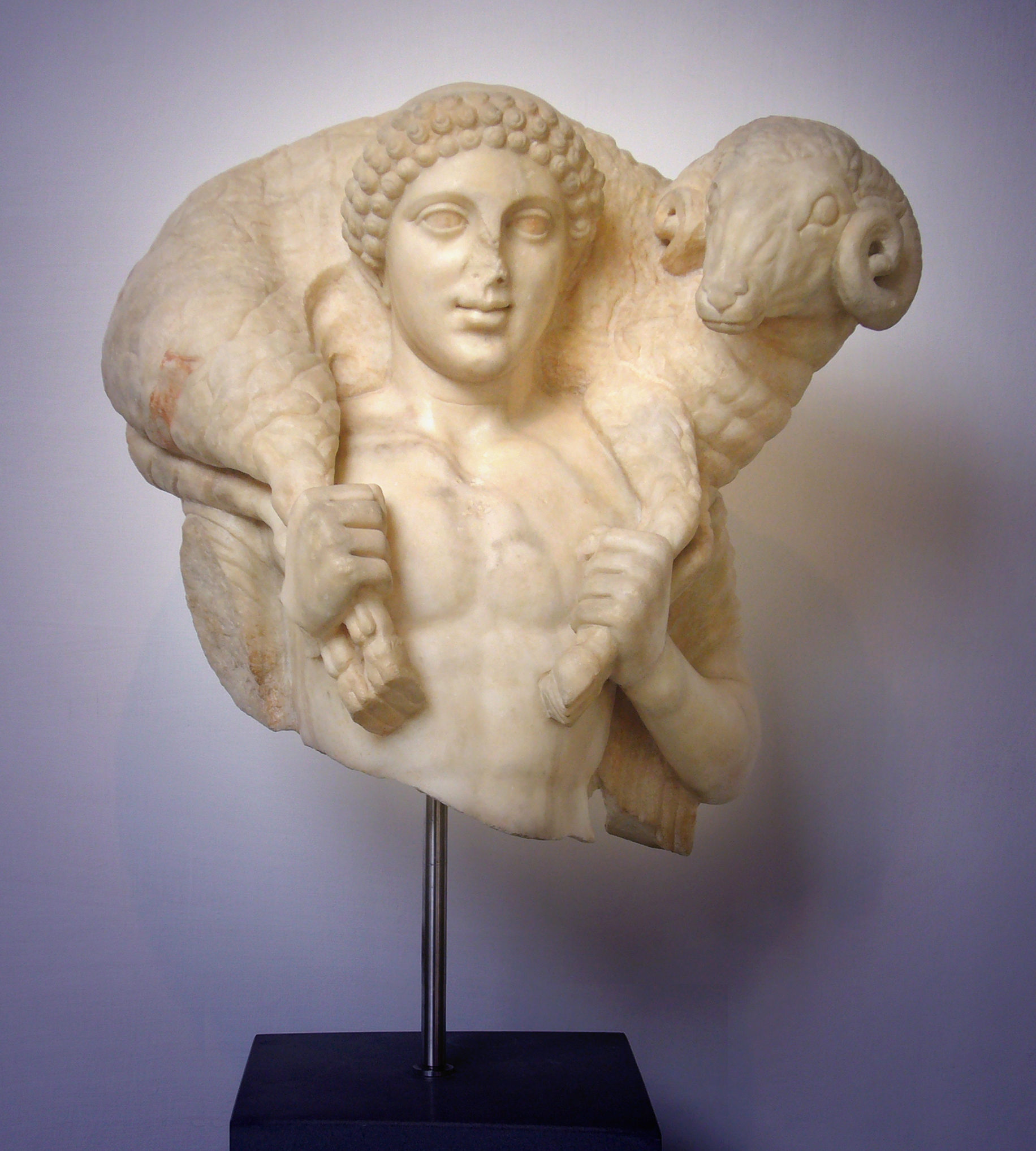
Sculpture d'Hermès datant du Ve siècle av. J.-C.
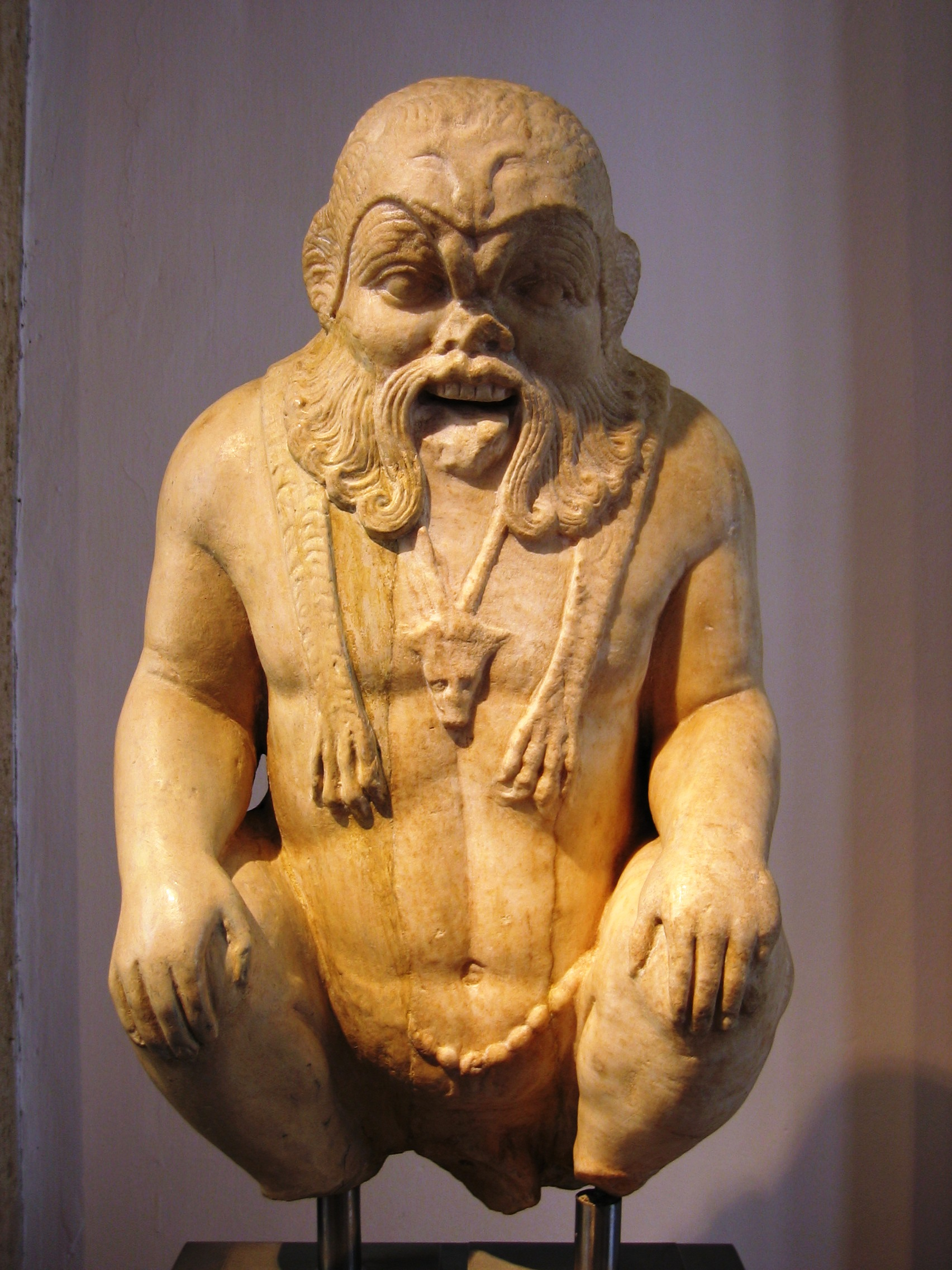
Statue de Bes, Ier siècle